# Сісвондо Парман
Сісвондо Парман (4 серпня 1918 , Центральна Ява  — 1 жовтня 1965 , Джакарта )(індонез. Siswondo Parman) — індонезійський військовий діяч, національний герой Індонезії. У 1964—1965 роках — перший заступник начальника Генерального штабу сухопутних військ Національної армії Індонезії. Під час спроби державного перевороту, здійсненого лівим військовим угрупуванням «Рух 30 вересня», був викрадений заколотниками і незабаром убитий.

## Ранні роки життя
Сісвондо Парман народився 4 серпня 1918 року в центральнояванському місті Вонособо. У 1940 році, після закінчення голландської середньої школи в Вонособі, він вступив до медичного училища, але його навчання було перервано вторгненням до Індонезії японських військ. Під час японської окупації Парман деякий час співпрацював з Кемпейтай, пізніше був заарештований за підозрою в неблагонадійності, але незабаром звільнений. Після звільнення пройшов навчання в Японії, потім, аж до закінчення окупації, працював військовим перекладачем у Джок'якарті .

## Кар'єра
Після того, як у 1945 році було проголошено незалежність Індонезії, Сісвондо Парман вступив до лав індонезійської армії. У грудні 1945 року його було призначено начальником військової поліції Джок'якарти. Через чотири роки призначений військовим адміністратором Великої Джакарти і отримав звання генерала. Перебуваючи на цій посаді, він відзначився у військових діях проти організації «Збройні сили Справедливого Царя» (індонез. Angkatan Perang Ratu Adil, APRA), яку очолював колишній офіцер нідерландської колоніальної армії Раймонд Вестерлінг .
У 1951 році Пармана відправили до США, де він проходив навчання в американському військово-поліцейському училищі; 11 листопада 1951 року він призначений начальником військової поліції Джакарти, потім працював індонезійським військовим аташе при посольстві в Лондоні. 28 червня 1964 року призначений першим заступником начальника Генштабу збройних сил Ахмада Яні.

## Смерть
У ніч з 30 вересня на 1 жовтня 1965 року ліве військове угруповання Рух 30 вересня зробило спробу державного перевороту. За наказом лідерів цього угруповання було організовано викрадення семи генералів, які обіймали вищі посади в керівництві сухопутних військ, у тому числі і Сісвондо Пармана .
Дружина Пармана розповідала, що їх з чоловіком розбудив близько 4:10 ранку шум, що долинав із двору. Парман вирішив з'ясувати, що трапилося, але в цей момент у будинок увірвалися двадцять чотири солдати. Солдати зажадали від Пармана негайно з'явитися до президента Сукарно. Генерал попросив дозволу одягнутись і попрямував до спальні, за ним увійшли близько десяти солдатів. Дружина Пармана зажадала у тих, хто увійшов, надати докази того, що вони дійсно уповноважені президентом супроводжувати Пармана до нього, на що один із солдатів поплескав себе по нагрудній кишені, заявивши, що в кишені у нього знаходиться лист президента.
Зібравшись, Парман попросив дружину з'ясувати, що трапилося з його командиром Ахмадом Яні, якого він не міг додзвонитися. Потім він поїхав із солдатами на вантажівці; його відвезли до джакартського передмістя Лубанг Буая, де його розстріляли. Його тіло, разом із тілами п'ятьох його товаришів по службі, кинули в яму.
5 жовтня, після провалу спроби перевороту, тіла вбитих бунтівниками генералів, у тому числі й генерала Сісвондо Пармана, урочисто перепоховали на Цвинтарі Героїв у джакартському районі Калібата. У той же день Парману та його товаришам по службі президентським декретом під номером 111/KOTI/1965 було посмертно присуджено почесне звання Героїв революції (англ. Heroes of the Revolution) .

## Нагороди
- Національний герой Індонезії ;
- Орден «Зірка Республіки Індонезії» 2-го ступеня (1965)